# Systolederus gravelyi
Systolederus gravelyi är en insektsart som beskrevs av Günther, K. 1939. Systolederus gravelyi ingår i släktet Systolederus och familjen torngräshoppor. Inga underarter finns listade i Catalogue of Life.